# Бёрч, Сэмюэль
Сэмюэль Бёрч (англ. Samuel Birch, 3 ноября 1813, Лондон — 27 декабря 1885) — британский египтолог и собиратель древностей.

## Биография
Родился в Лондоне в семье приходского священника. С раннего возраста он проявлял интерес к исследованию старых предметов и после непродолжительной службы в архиве получил в 1836 году назначение в отдел древностей Британского музея, поскольку имел знания в области китайского языка (что было редкостью в это время в Англии).
В скором времени Бёрч расширил свои интересы за счёт серьёзного изучения египтологии. Когда отдел древностей разросся и был разделён на несколько отделов, Бёрч возглавил одновременно египетский и ассирийский отделы. По ассирийскому языку его помощником был Джордж Смит, но в течение многих лет во всех отделах Британского музея практически не было людей, знавших древнеегипетский, поэтому все направления исследований отдела курировались Бёрчем.
Бёрч активно занимался научной работой, написал труды по иероглифической грамматике древнеегипетского языка, составил к нему словарь, выполнил переводы древнеегипетской Книги Мёртвых и папируса Харриса, создал многочисленные каталоги и руководства. При этом, он находил время и для работы по другим направлениям: в частности, написал обширный труд об истории глиняной посуды, исследовании слоговой азбуки киприотов и целый ряд статей по китайскому языку.

## Память
Бюст Сэмюэля Бёрча установлен в мемориале великих египтологов мира при Египетском музее в Каире.

## Публикации на английском языке
- Analecta Sinensia, 1841.
- Select Papyri in the Hieratic Character, 3 pts. fol. 1841-4.
- Tablets from the Collection of the Earl of Belmore, 1843.
- Friends till Death (from Chinese), 1845.
- An Introduction to the Study of the Egyptian Hieroglyphics, 1857.
- History of Ancient Pottery, 2 vols. 1858. John Murray, London.
- Memoire sur une Patere, 1858.
- Select Papyri, pt, ii. 18 (50.
- Description of Ancient Marbles in the British Museum, pt. ii. 1861. * ChineseWidow (from Chinese), 1862.
- Elfin Foxes (from Chinese), 1863.
- Papyrus of Nas-Khem, 1863.
- Facsimiles of Egyptian Relics, 1863.
- Facsimiles of two Papyri, 1863.
- Inscriptions in the Himyaritic Character, 1863.
- The Casket of Gems (from Chinese), 1872.
- History of Egypt, 1875.
- Facsimile of Papyrus of Rameses III, fol. 1876.
- The Monumental History of Egypt, 1876.
- Egyptian Texts, 1877.
- Catalogue of Egyptian Antiquities at Alnwick Castle, 1880.
- The Coffin of Amamu (unfinished)[6].

- Эта статья (раздел) содержит текст, взятый (переведённый) из одиннадцатого издания «Британской энциклопедии», перешедшего в общественное достояние.